# Station Shoreham-By-Sea
Shoreham-By-Sea is een spoorwegstation van National Rail in Adur in Engeland. Het station is eigendom van Network Rail en wordt beheerd door Southern. 